# Baigneux-les-Juifs
Baigneux-les-Juifs je naselje in občina v francoskem departmaju Côte-d'Or regije Burgundije. Leta 2006 je naselje imelo 264 prebivalcev.

## Geografija
Kraj leži v pokrajini Burgundiji blizu izvira reke Sene, 50 km severozahodno od središča Dijona.

## Uprava
Baigneux-les-Juifs je sedež istoimenskega kantona, v katerega so poleg njegove vključene še občine Ampilly-les-Bordes, Billy-lès-Chanceaux, Chaume-lès-Baigneux, Étormay, Fontaines-en-Duesmois, Jours-lès-Baigneux, Magny-Lambert, Oigny, Orret, Poiseul-la-Ville-et-Laperrière, Saint-Marc-sur-Seine, Semond, Villaines-en-Duesmois in La Villeneuve-les-Convers s 1.604 prebivalci.
Kanton Baigneux-les-Juifs je sestavni del okrožja Montbard.